# Propebela scalaris
Propebela scalaris är en snäckart som först beskrevs av Moller 1842.  Propebela scalaris ingår i släktet Propebela och familjen kägelsnäckor. Enligt den svenska rödlistan är arten otillräckligt studerad i Sverige. Arten förekommer i Götaland. Artens livsmiljö är havet. Inga underarter finns listade i Catalogue of Life.